# 1922 dans les parcs de loisirs
| Années des parcs de loisirs : 1919 - 1920 - 1921 - 1922 - 1923 - 1924 - 1925    |
| Décennies des parcs de loisirs : 1890 - 1900 - 1910 - 1920 - 1930 - 1940 - 1950 |

## Parcs d'attractions

### Ouverture
- Springlake Amusement Park (en) ( États-Unis)
- Sunnyside Amusement Park ( Canada)

### Fermeture
- Forest Park[Lequel ?] ( États-Unis)
- Happyland Park (en) ( Canada)

## Les attractions

### Montagnes russes

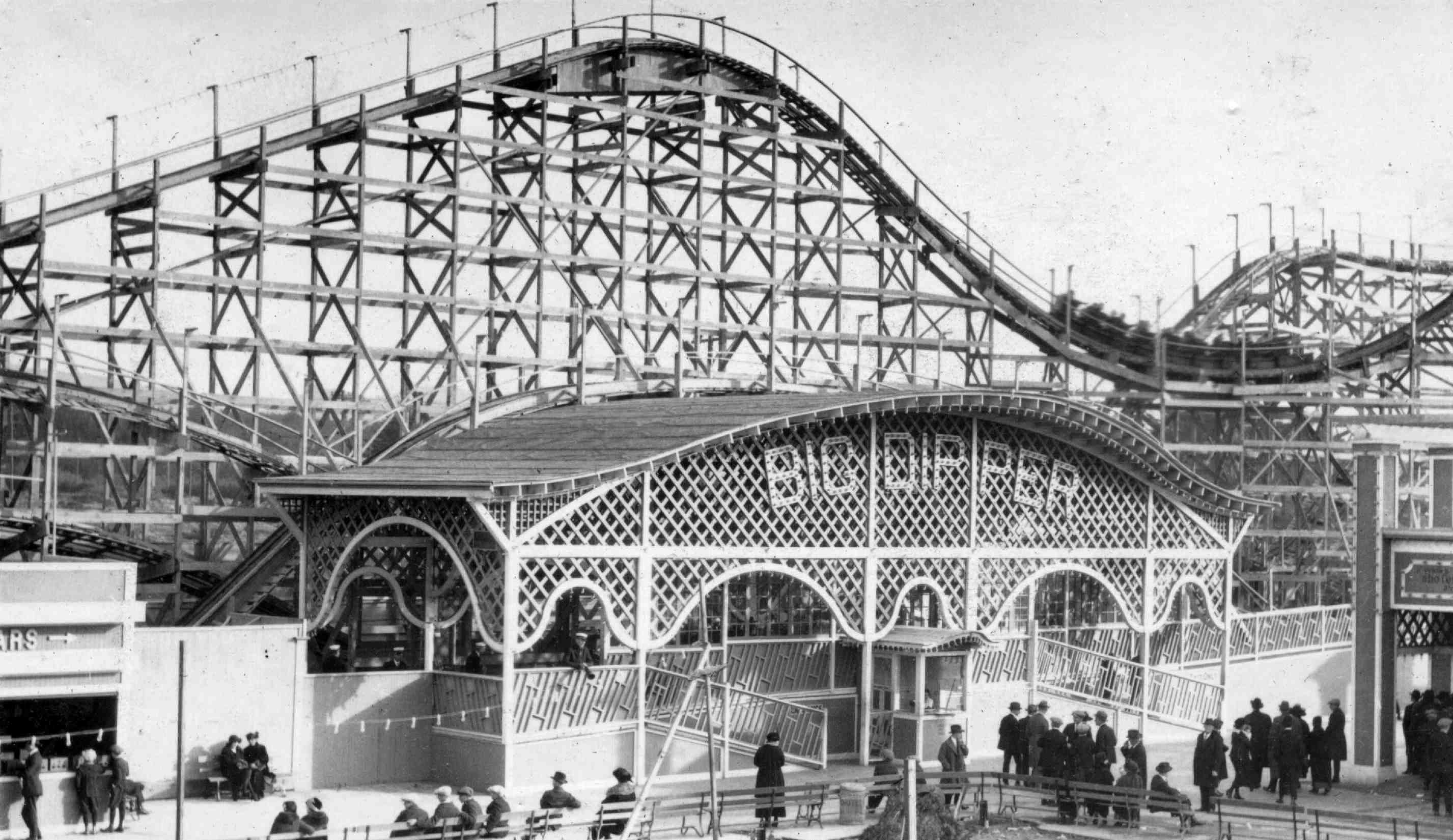
Big Dipper à Playland at the Beach

| Nom                                                        | Type/Modèle | Constructeur        | Parc                         | Pays        |
| ---------------------------------------------------------- | ----------- | ------------------- | ---------------------------- | ----------- |
| Big Dipper                                                 | Bois        | Charles Paige       | Idora Park (Californie) (en) | États-Unis  |
| Big Dipper                                                 | Bois        | Arthur Looff        | Playland at the Beach (en)   | États-Unis  |
| Ravine Flyer                                               | Bois        | Harry C. Baker (en) | Waldameer Park               | États-Unis  |
| Scenic Railway                                             | Bois        |                     | Pleasureland Southport       | Royaume-Uni |
| Velvet Coaster Devenu Roller Coaster dans les années 1930. | Bois        |                     | Dreamland Margate            | Royaume-Uni |
| Virginia Reel                                              | Bois        | William Strickler   | Blackpool Pleasure Beach     | Royaume-Uni |

- Big Dipper à Playland at the Beach (en)

### Autres attractions
| Nom                        | Type/Modèle    | Constructeur                  | Parc                     | Pays       |
| -------------------------- | -------------- | ----------------------------- | ------------------------ | ---------- |
| Menagerie Merry-Go-Round   | Carrousel      | Dentzel Carousel Company      | Sunnyside Amusement Park | Canada     |
| Noah's Ark                 | Palais du rire | William H. Strickler          | Blackpool Pleasure Beach | Angleterre |
| Old Mill                   | Old Mill       |                               | Waldameer Park           | États-Unis |
| Santa Monica Pier Carousel | Carrousel      | Philadelphia Toboggan Company | Jetée de Santa Monica    | États-Unis |

#### Nouveau thème
| Nom               | Type/Modèle | Constructeur | Parc      | Pays       | Anciennement |
| ----------------- | ----------- | ------------ | --------- | ---------- | ------------ |
| Tour of the World | Old Mill    |              | Kennywood | États-Unis | Old Mill     |